# لا بحر في بيروت (رواية)
لا بحر في بيروت هي مجموعة قصصية للكاتبة السورية غادة أحمد السمان التي اعتبرت رمز الجرأة والحرية في بيروت في الستينيات، نشرت لأول مرة عام 1963. عنوان الرواية لا يعكس عن المحتوى، بل هي عبارة عن مجموعة قصص تحكي عن الحب الخيالي، الذي لا يتواجد إلا في القصص.

## محتوى
يتكون هذا الكتاب من مجموعة قصص تحكي عن الحب الأبدي الذي لا يتواجد في الحياة الواقعية. تمر أحداث الرواية بالقارئ كالبرق تخطف حواسه وتسحبه للمجهول ثم تعيده إلى الواقع بصدمة أو دمعة.  تدور هذه المجموعة القصصية حول محور واحد وهو المرأة الطامحة لتبديل معالم الحياة ووجه المجتمع الكئيب الذي حاصرها بقيود لا تمت للإنسانية بصلة.

## قصص المجموعة
تضم المجموعة القصصية عشر قصص: “نداء السفينة" و "لعنة اللحم الأسمر" و "أنياب رجل وحيد" و "عجرية بلا مرفأ" و "القيد والتابوت" و "الأصبع السادسة" و "الرجل ذو الهاتفين" و "هواية متعبة" و "لا بحر في بيروت" و "ويبكي الرقم 216"

## آراء نقدية حول المجموعة القصصية
«تنفذ بك قصص غادة السمّان إلى أغوار للنفس مائجة بالظلام واللهب، وبالتّناقض والاضطراب.. وحسبها أنّها لا تقف عندما ترى وتحسّ، بل تحنّ أبداً إلى أغوار أعمق وأبعد. وإلى مزيد من الإحساس بزخم الحياة وتفاعل أضدادها. وحسبها أنّها بذلك تثور فتثير، وأنها لا تريدك أن ترضى عنها أو أن ترضى عن نفسك»

## اقتباسات من المجموعة القصصية
- «لماذا نبكي من أجل كلمة لم نقلها، وساعة لم نعشها، ومدينة لم نعرفها؟»
- “وأنت يا غريب...أبحث عنك لأني اخترت لك أن تكون جلادي.”
- “"معنى الموت هو أن نعرف الآخرين ونظل نحيا معهم! الموت هو وجوه من حولنا حينما تسقط الأقنعة عنها
- “اعزي نفسي بأنني قديسة لأنني أجبن من أن أكون إنسانة
- “أحس إحساساً مفجعاً بأنني سنديانة عجوز مقطوعة ميتة الجذور في جبل منبوذ كانت له أمجاد غابات. عمري ألف عام من سأم وغربة، حينما أنظر في عينيك ينشق خريفي عن برعم[4]